# Rubidi hydride
Rubidi hydride là hydride của rubidi. Nó có công thức RbH và là một hydride của kim loại kiềm, được tổng hợp bằng cách cho rubidi phản ứng với khí hydro. 
Như hydride của các kiềm kim loại kiềm khác, nó phản ứng với các tác nhân oxy hóa, thậm chí là tác nhân yếu. Một phản ứng oxy hóa khử sẽ dễ xảy ra với chlor hoặc fluor và tạo ra rất nhiều nhiệt. Rubidi hydride phản ứng dữ dội với nước hoặc không khí, do đó lưu trữ cẩn thận là cần thiết.